# Jan Gantin

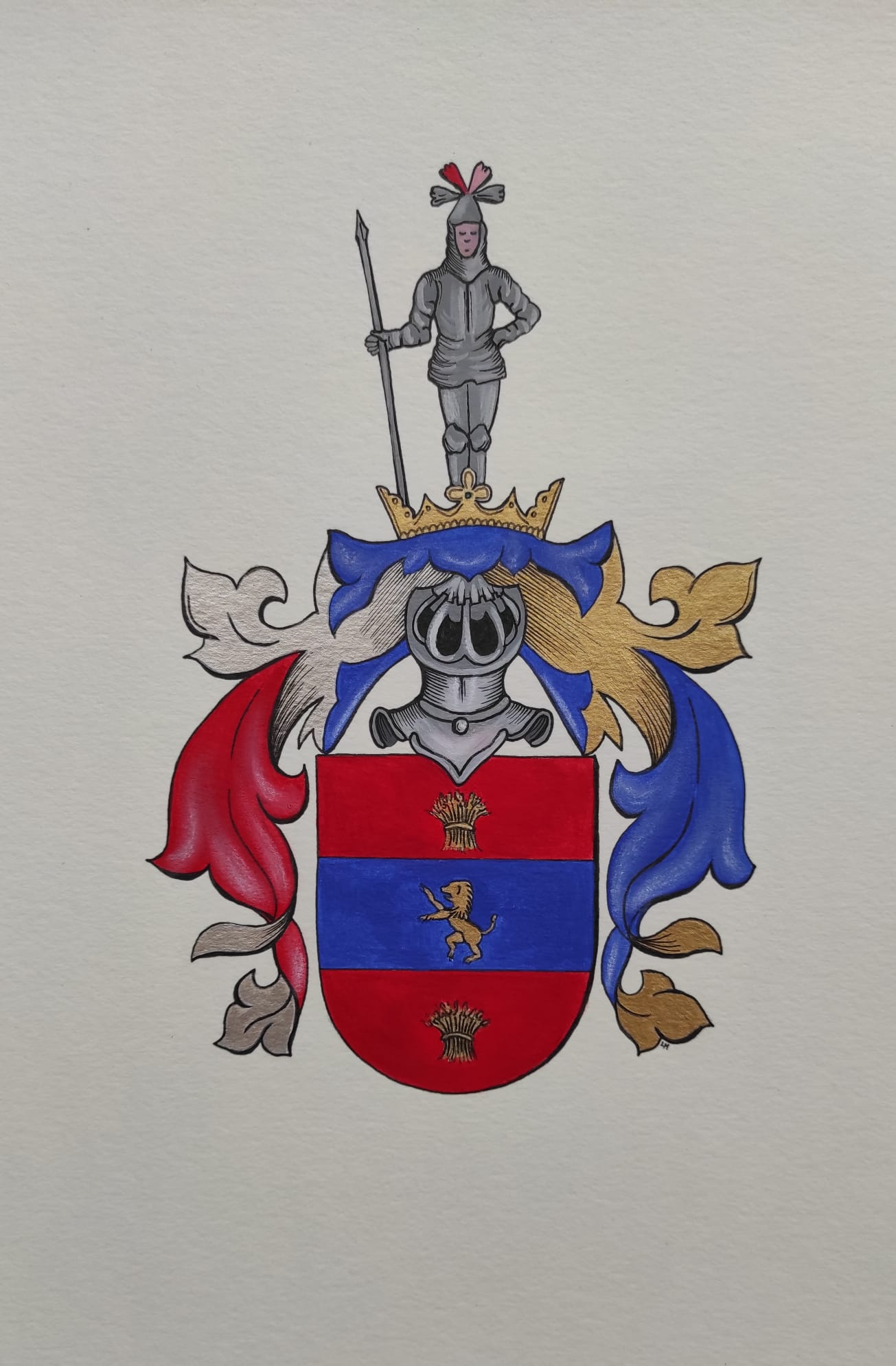
Erb Jana Gantina z roku 1627

Jan Gantin (2. polovina 16. století?, vévodství Jülich – 17. století Frýdlantské vévodství[zdroj?]) byl francouzský usedlík v Českých zemích.

## Život
Jan Gantin konal osm let službu jako jezdecký důstojník v různých plucích císařské armády v dobách třicetileté války. Zúčastnil se rovněž vojenské výpravy do Uher jako velitel jezdeckého oddílu v pluku Viléma von Wittenhorst, který patřil do císařské armády pod velením Albrechta z Valdštejna. Gantin měl nejprve hodnost nižšího jezdeckého důstojníka kornet. Ze své služby obdržel z vévodské kanceláře Frýdlantského vévodství dne 3. února 1627 polepšení svého rodového erbu. Erb (v modrém štítu medvěd ve skoku, v horním a dolním poli zlatý snop) byl polepšen tak, že kolčí přilba byla nahrazena otevřenou turnajskou přilbou a ozdobena korunou.
Roku 1637 se uvádí jako vrchní strážmistr, tj. vyšší důstojník či plukovník-strážmistr, v pluku Wildberském. Za manželku měl Marii Magdalénu Kalcherovou, dceru Tobiáše Kalchera měšťana Menšího města.
Jan Gantin se v českých zemích usadil a získal tři velké statky v Nosálově, Vísce a Korcích.[zdroj?] Zároveň koupil od potomků Jana Kocína z Kocinétu Kocínovský dvorec v Praze Bubenči čp. 4 a související vinice. Kocinovský dvorec společně s Bečvářovskou chalupou a dalšími nemovitostmi v Bubenči po Janovi sdědil jeho syn Šimon Tadeáš Gantin z Brandenburka.